# Mammillaria lenta
Mammillaria lenta là một loài thực vật có hoa trong họ Cactaceae. Loài này được K. Brandegee mô tả khoa học đầu tiên năm 1904.

## Hình ảnh

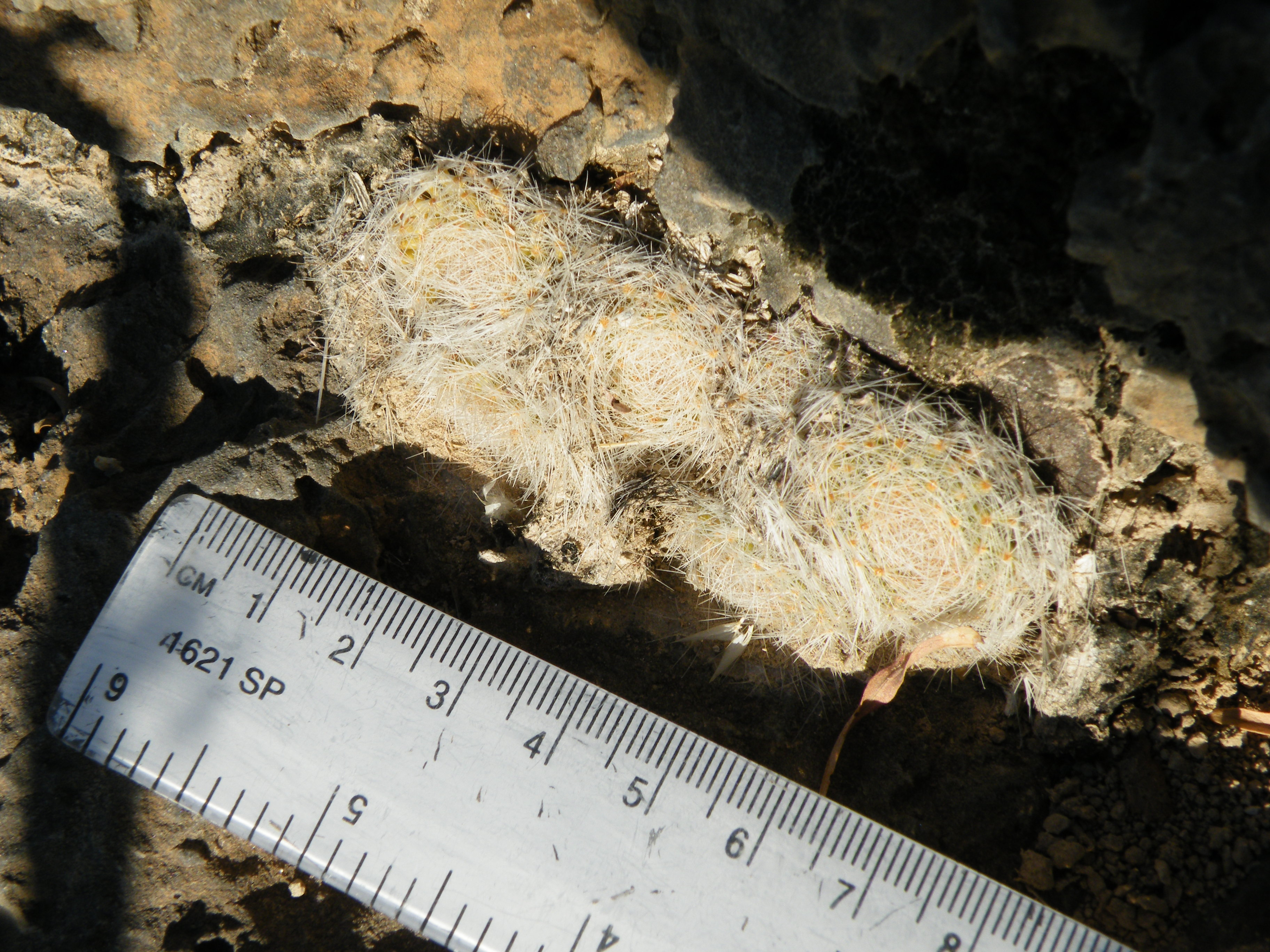